# Авраменко, Геннадий Викторович
Геннадий Викторович Авраменко (род. 27 мая 1965, с. Волосковцы, Менский район, Черниговская область, Украинская ССР) — советский и украинский спортсмен-стрелок, специализирующийся в пулевой стрельбе из винтовки, многократный чемпион мира, Европы и СССР. Заслуженный мастер спорта СССР (|1991) и Украины. Заслуженный тренер Украины. Заслуженный работник физической культуры и спорта Украины (2009).

## Биография
Закончил Черниговский педагогический институт (1992).
Женат на Галине Назаренко, она также занималась стрельбой (мастер спорта международного класса СССР, заслуженный тренер Украины). До окончания спортивной карьеры тренировался у жены, которая также тренер их дочери Галины Авраменко.
В 37 лет закончил спортивную карьеру и перешёл на тренерскую работу, стал старшим тренером сборной Украины в стрельбе по бегущим мишеням.

## Достижения
- В 1988 году стал бронзовым призёром с установлением рекорда Олимпийских Игр в Сеуле (малокалиберная винтовка по «бегущему кабану»)
- В 1986, 1987, 1988 и 1990 — чемпион мира
- В 1985, 1987, 1988, 1990, 1991, 1992 и 1999 — чемпион Европы
- призёр чемпионатов мира
- обладатель Кубка мира
- неоднократный Рекордсмен Европы
- неоднократный Рекордсмен СССР
- многократный чемпион и призёр СССР